# American Campaign Medal
Die American Campaign Medal ist eine Auszeichnung der US-Streitkräfte des Zweiten Weltkriegs. Sie wurde am 6. November 1942 gestiftet und wird nicht mehr verliehen. Kriterium für die Verleihung waren 30 Tage Dienst im Kampf oder 60 kampflose Tage außerhalb der Grenzen der Vereinigten Staaten im Dienste der Landesverteidigung. Alternativ konnten auch Soldaten die Auszeichnung erhalten, die ein Jahr Dienst innerhalb der USA verbracht hatten. Der Dienstzeit musste zwischen dem 7. Dezember 1941 und dem 2. März 1946 liegen.
Auf der Vorderseite der Medaille sind ein U-Boot, ein Schiff, ein Fabrikgebäude und ein Bomberflugzeug zu sehen, darüber die Inschrift AMERICAN CAMPAIGN. Auf der Rückseite ist ein Adler abgebildet sowie die Inschrift 1941-1945 und UNITED STATES OF AMERICA. 
Ähnliche Auszeichnungen waren die European-African-Middle Eastern Campaign Medal und die Asiatic-Pacific Campaign Medal.